# Cantonul Plogastel-Saint-Germain
Cantonul Plogastel-Saint-Germain este un canton din arondismentul Quimper, departamentul Finistère, regiunea Bretania, Franța.

## Comune
- Gourlizon
- Guiler-sur-Goyen
- Landudec
- Peumerit
- Plogastel-Saint-Germain (reședință)
- Plonéis
- Plonéour-Lanvern
- Plovan
- Plozévet
- Pouldreuzic
- Tréogat